# Yvon Pinard
Pour l’article homonyme, voir Pinard.
Yvon Pinard (né le 10 octobre 1940) est un avocat et homme politique fédéral du Québec.

## Biographie
Né à Drummondville dans la région du Centre-du-Québec, il fait ses études dans sa ville natale et au Séminaire de Nicolet, où il gagna la médaille du Lieutenant-gouverneur du Québec Onésime Gagnon pour ses distinctions académiques. Il étudie aussi à l'Université de Sherbrooke où il remporte également la médaille du Lieutenant-gouverneur Paul Comtois pour ses performances académiques et sociales.
Devenu président de la Faculté de droit de l'Université de Sherbrooke, il est nommé au Barreau du Québec en 1964. Il fonde également la Caisse d'entraide économique de Drummond.
Élu député du Parti libéral du Canada dans la circonscription fédérale de Drummond en 1974, il est réélu en 1979 et en 1980. Il démissionne en 1984 après avoir accepté un poste de juge de la Division de première instance de la Cour fédérale du Canada.
Durant son passage à la chambre des communes, il est leader parlementaire adjoint du Parti libéral de 1977 à 1978 et leader du Parti de 1980 à 1984. Leader du gouvernement adjoint aux communes de 1977 à 1978 et leader principal de 1980 à 1984. Il fut également secrétaire parlementaire du président du Conseil privé de 1977 à 1979 et président du Conseil privé de 1980 à 1984.